# Giovanni Parrini
Giovanni Parrini (Firenze, 12 gennaio 1957) è un poeta italiano.

## Biografia
Giovanni Parrini è nato a Firenze, città in cui vive e lavora come insegnante nelle scuole superiori. Dopo il liceo classico, ha frequentato la facoltà di ingegneria, sempre a Firenze, dove si è laureato in ingegneria meccanica. È autore di varie opere di poesia e pubblica, occasionalmente, poesie, traduzioni, recensioni e contributi teorici in riviste (Caffè Michelangiolo, Gradiva, L'immaginazione, Soglie, Paragone, Poesia, Semicerchio) e in siti web (fra i quali, Italian Poetry, L'estroverso, Letteratitudine, Le parole e le cose, La poesia e lo spirito). Per le scuole superiori, ha curato cicli di incontri riguardanti l'esperienza della poesia nella società tecnologica. Alcuni suoi testi sono stati tradotti in lingua inglese da Dominic Siracusa (UCLA, Department of Italian) e pubblicati sul numero 43 della rivista di arte e cultura "Equipeco".
Formalmente, l'autore si affaccia alla letteratura a quarantasette anni, con Scorribande natalizie, una poesia pubblicata il 17 gennaio 2004, sul numero 401 di "Specchio", inserto mensile de La Stampa, nella rubrica "Scuola di poesia", allora tenuta dal poeta e critico milanese Maurizio Cucchi.
Due anni più tardi e quasi contemporaneamente, escono il primo libro, Nel viaggio, e Tra segni e sogni. In quest'ultimo, il dato generale più evidente è la concezione di una poesia utilizzabile come "strumento di conoscenza e di penetrazione in profondo”. Una peculiarità che permane in Nell'oltre delle cose, libro immediatamente successivo a Tra segni e sogni, in cui la poetica è quella del "viaggio che parte dalla concretezza del mondo per giungere al segreto che circonda l'universo, interrogandosi sugli astri, le piante, la natura…”
Anche nel quarto libro, Valichi - che vince il Premio nazionale letterario Pisa nel 2015 e, in quello stesso anno, entra nella terna finalista del Premio Viareggio-Repaci, aggiudicandosi, così, il Premio Giuria-Viareggio - la poesia suggerisce una riflessione per "cogliere le cose preziose dell'esistenza". In quest'opera ci "sono versi maturi, densi in cui Parrini pensa a Rilke (citato in epigrafe) e ne trae un senso intimo di pacificazione: come se, meditando sugli affanni del mondo, riuscisse a sottrarne il peso."
Nell penultima raccolta di poesie e prose, L'occasione e l'oblio (semifinalista all'edizione 2020 del Premio Viareggio-Repaci), l'autore - la cui articolazione del pensiero poetico "potrebbe farlo definire poeta-filosofo"  - "scava tra piccoli corollari alla ricerca di verità semplici", riflettendo che «in questo giro di piombo e di piuma / nessuno forse muore per davvero»". Al riguardo dell'opera, il poeta e giornalista Michele Brancale, parla di momento in cui "l'anima divisa cerca di ricomporsi [...] ritrovarsi in una luce adulta" diventando "sensibile alla vita degli altri, quelli che erano una volta lontani e che ora interrogano e cercano di risvegliare a un destino comune". Dal mese di giugno 2022, varie poesie tratte da L'occasione e l'oblio sono state tradotte in lingua spagnola e pubblicate sulla rivista Taller Igitur (trad. a cura di Hiram Barrios) e sulla rivista Altazor (trad. a cura di Emilio Coco).      
Nei primi giorni di luglio 2022, dall'editore fiorentino Le Lettere, è uscito il volume Thomas Gray - L'opera poetica che raccoglie le traduzioni di tutte le poesie dell'autore  preromantico inglese.
Il 15 marzo 2025, per i tipi di Industria e Letteratura, è uscita l'opera Non la fine, né il fine. 

## Opere
- Nel viaggio, Lietocolle, Faloppio, 2006
- Tra segni e sogni, Manni Editori, Lecce, 2006 (prefazione di Maurizio Cucchi) ISBN 88-8176-830-5
- Nell'oltre delle cose, Interlinea edizioni, Novara, 2011 ISBN 978-8882127619
- Quindici poesie in “Almanacco dello Specchio” - a cura di Maurizio Cucchi - Mondadori, Milano, 2011
- Le misure del cielo, in rivista “Poesia”, n. 284 - a cura di Maria Grazia Calandrone - Crocetti Editore, Milano, 2013
- Valichi, Moretti & Vitali, Bergamo, 2015 (prefazione di Giancarlo Pontiggia) ISBN 9788871865911
- Tra poco, nell'aurora, in rivista "Nuovi Argomenti", n. 73, Mondadori, Roma, 2016
- Umana, troppo umana: poesie per Marilyn Monroe (volume collettaneo), a cura di Alessandro Fo e F. Cavallero, Nino Aragno Editore, Torino, 2016 ISBN 8884198194
- L'occasione e l'oblio, Stampa 2009, Varese, 2019 (prefazione di Maurizio Cucchi) ISBN 9788883360619
- Antico cascinale in rivista “Gradiva”, n. 55, Leo Olschki editore, Firenze, 2019
- Non la fine, né il fine, Industria e Letteratura, Massa, 2025 (ISBN 9791280987624)

## Traduzioni
- Thomas Gray - L'opera poetica, Le Lettere, Firenze, 2022  ISBN 9788893662895
- ll Bardo (di Thomas Gray), Nuovi Argomenti - sez. Officina Poesia, Mondadori, Roma, Dicembre 2020.
- Nove poesie da Wade in the water, di Tracy K. Smith, “L'Estroverso” (sito a cura e di G. Calanna) e “Nuovi Argomenti”, Mondadori, Roma, 2019 (10 ottobre)

## Riconoscimenti
- 2011 Premio “Il Ceppo” Pistoia, finalista, con Nell'oltre delle cose
- 2015 Premio Viareggio-Repaci Terna finale (Premio Giuria-Viareggio), con Valichi
- 2015 Premio Nazionale Letterario Pisa, con Valichi